# Cajahs Mountain, North Carolina
Cajahs Mountain, North Carolina (енгл. Cajahs Mountain) град је у америчкој савезној држави Северна Каролина.

## Демографија
По попису из 2010. године број становника је 2.823, што је 140 (5,2%) становника више него 2000. године.
| Група             | 2000.         | 2010.         |
| Белци             | 2.544 (94,8%) | 2.647 (93,8%) |
| Афроамериканци    | 85 (3,2%)     | 46 (1,6%)     |
| Азијати           | 15 (0,6%)     | 21 (0,7%)     |
| Хиспаноамериканци | 25 (0,9%)     | 87 (3,1%)     |
| Укупно            | 2.683         | 2.823         |